# North Lakewood
North Lakewood ist ein Stadtviertel im Snohomish County im US-Bundesstaat Washington. Es liegt westlich von Arlington, östlich von Lake Goodwin und nördlich der Tulalip Indian Reservation. North Lakewood wird als Teil des größeren Smokey Point angesehen.

## Name
Als „Lakewood“ seit Beginn des 20. Jahrhunderts bekannt, wurde der Name geändert, nachdem 1996 die Gemeinde desselben Namens im Pierce County als City of Lakewood anerkannt worden war. Das erzeugte schnell Verwirrung bei der Post, da es nun zwei Gemeinden mit demselben Namen gab. Um das Problem zu lösen, verlieh der United States Postal Service der Gemeinde im Pierce County das Recht, „Lakewood, Washington“ als Namen zu verwenden; seitdem war dies eine anerkannte Stadt. Der Name der Gemeinde im Snohomish County wurde zu „North Lakewood“ geändert, welches zu dieser Zeit nicht anerkannt war. Es erlaubte weiterhin der Gemeinde im Snohomish County, das Postamt zu behalten. Seit 2005 ist der Teil von North Lakewood, der innerhalb ihrer Wachstumsgrenzen liegt, Teil der City of Marysville.

## Geographie

### Nachbargemeinden
| Stanwood                   | Silvana                                     | Arlington        |
| Warm Beach                 | Kompassrose, die auf Nachbargemeinden zeigt | Smokey Point     |
| Tulalip Indian Reservation | Tulalip Indian Reservation                  | North Marysville |

## Bildung
Der Lakewood School District bedient auch North Lakewood. Sein Hauptquartier liegt in 17110 16th Drive NE. Der Bezirk betreibt zurzeit eine Highschool (Lakewood High School, eröffnet 1982), eine Mittelschule (Lakewood Middle School) und drei Grundschulen (Lakewood Elementary, eröffnet 1958; English Crossing Elementary, eröffnet 1995; Cougar Creek Elementary, eröffnet 2003).

## Wirtschaft
Lakewood ist von Natur aus ländlich, doch die suburbane Entwicklung nahe der Interstate 5 hat einige Outlet-Zentren in die Region gebracht. Das größte von ihnen ist Lakewood Crossing.

## Verkehr
North Lakewood hat eine Hauptstraße, die Lakewood Road, die auch 172nd Street und State Route 531 genannt wird.
Folgende Hauptverkehrsadern führen durch Lakewood:
- State Route 531
- 11th Avenue
- Forty-Five Road
- 27th Avenue NE
- Twin Lakes Avenue
- Freestad Road
- Interstate 5, zugleich die östliche Grenze